# ماریو ارکوئس
ماریو ارکوئس (انگلیسی: Mario Arqués؛ زادهٔ ۱۹ ژانویهٔ ۱۹۹۲) بازیکن فوتبال اهل اسپانیا است.
از باشگاه‌هایی که در آن بازی کرده‌است می‌توان به باشگاه فوتبال الچه اشاره کرد.